# Lomba da Fazenda
Lomba da Fazenda es una freguesia portuguesa perteneciente al municipio de Nordeste, situado en la Isla de São Miguel, Región Autónoma de Azores. Posee un área de 14,83 km² y una población total de 885 habitantes (2001). La densidad poblacional asciende a 59,7 hab/km².
- Datos: Q1998242
- Multimedia: Lomba da Fazenda / Q1998242

1. ↑  Worldpostalcodes.org,código postal n.º 9630-111.